# Брашнины
Брашнины — русский московский купеческий род.

## История
Купеческий род Брашниных известен со 2-й половины XVIII века. Брашнины происходят из деревни Дубровка (затем село Крестовоздвиженское), неподалёку от Зуева, из крепостных крестьян господ Рюминых, (как и Морозовы с Зимиными).
Никита Сергеевич Брашнин (1830−1911) имел шёлкоткацкую фабрику в Дубровке, основанную в 1814 году.
Фирма «Братья Брашнины Н., Л. и Н.» была учреждена в 1864 году, а уже в 1882 году получила право размещать российский герб на своих изделиях и рекламе — «за употребление в большом количестве русских и азиатских шелков… при доступной цене, за обширное производство». Никита Сергеевич проживал в Москве, но числился купцом Павловского Посада.
В 1875 году был учреждён торговый дом братьев Брашниных, с капиталом в 45 тысяч рублей,
Один из младших сыновей Никиты Сергевича — Сергей Никитич Брашнин — родился в 1865 году. Впоследствии директором-распорядителем торгового дома Брашниных. Помимо предпринимательства занимался общественной деятельностью. Шёлкоткацкой фабрикой в Зуевской волости Богородского уезда Московской губернии владел вместе с братом Михаилом после смерти отца в 1911 году. Совместно с уездным земством предприятие содержало школу для детей рабочих фабрики.
Квартиры в своём московском доме Брашнины стали сдаваться внаём. Возможно, самым известным их квартирантом был кинорежиссёр Яков Александрович Протазанов (1881 −1945). После революции 1917 года в бывшем доме Брашниных располагала коммунистическая дружина (части особого назначения, ЧОН). На 2015 год здание используется как административное.